# 433
433 (CDXXXIII) je bilo navadno leto, ki se je po julijanskem koledarju začelo na nedeljo.

## Dogodki
- Atila postane poglavar Hunov.